# Pacte national pour le référendum
Le Pacte national pour le référendum (en catalan Pacte Nacional pel Referèndum, PNR) est une réunion des partisans de l'organisation d'un référendum sur l'indépendance de la Catalogne créée en décembre 2016. Il rassemble notamment les forces politiques indépendantistes, dont le gouvernement de Carles Puigdemont et sa majorité parlementaire composée de Junts pel Sí et la Candidature d'unité populaire (CUP), et celles de la gauche radicale qui sont favorables à l'autodétermination, ainsi que les acteurs locaux et divers représentants de la société civile : les organisations syndicales et patronales, et les associations politiques, sociales, éducatives et culturelles.
Le Pacte national pour le référendum succède au Pacte national pour le droit de décider (PNDD), qui a réuni entre 2013 et 2015 les partisans du droit à l'autodétermination de la Catalogne pour coordonner l'organisation de la consultation du 9 novembre 2014. Ses membres se réunissent pour la première fois en décembre 2016, à l'initiative du gouvernement, dans le but de démontrer l'existence d'un consensus politique et social en faveur d'un référendum sur l'indépendance de la Catalogne et de réclamer au gouvernement espagnol l'ouverture de négociations avec la Catalogne sur ce sujet.
Le Pacte national pour le référendum adopte en février 2017 un Manifeste exprimant ses revendications. Sa commission exécutive, dirigée par l'ancien député socialiste Joan Ignasi Elena (ca), organise une campagne de soutien qui recueille la signature de 500 000 personnes et de 4000 organisations. Devant le refus constant du gouvernement espagnol d'ouvrir des négociations sur la tenue du référendum, le gouvernement catalan décide de l'organiser sans son accord. Le Pacte national pour le référendum est ensuite maintenu comme plateforme de débat entre partisans de l'autodétermination.

## Contexte

### Le Pacte national pour le droit de décider
Le Pacte national pour le droit de décider (PNDD), créé en juin 2013 à l'initiative du gouvernement d'Artur Mas, était une réunion des forces politiques et sociales favorables au droit à l'autodétermination de la Catalogne. Il réunissait les partis politiques favorables à l'autodétermination, les acteurs locaux, les associations catalanistes ou indépendantistes, les organisations syndicales, patronales et professionnelles, et les organisations sociales, éducatives et culturelles de la Catalogne. Son rôle était d'organiser la défense collective du droit à l'autodétermination et d'associer la société civile à l'action du gouvernement dans le cadre du processus souverainiste catalan.
Le PNDD a notamment contribué à préparer la consultation sur l'indépendance du 9 novembre 2014. Il a été réuni plusieurs fois en 2013 et 2014, pour coordonner l'action des partisans de l'autodétermination et tenter de résoudre les divergences soulevées par l'opposition de l'État espagnol à la tenue de la consultation. Il s'est réuni pour la dernière fois en mars 2015 pour débattre de la convocation des élections « plébiscitaires » du 27 septembre 2015, c'est-à-dire des élections autonomiques dont l'unique enjeu était la question de l'indépendance.

### Projet de référendum sur l'indépendance
Les élections plébiscitaires du 27 septembre 2015 ont été remportées par la liste d'union indépendantiste de Junts pel Sí (JxSí). En janvier 2016, celle-ci a conclu un pacte de gouvernement avec la gauche radicale indépendantiste de la Candidature d'unité populaire (CUP), ce qui a permis la formation du gouvernement de Carles Puigdemont. La majorité indépendantiste a cependant connu une grave crise interne six mois plus tard, lorsque la CUP a rejeté le projet de budget pour 2016 du gouvernement. Le débat politique s'est alors porté sur l'opportunité d'un référendum unilatéral d'indépendance (RUI), qui consisterait à organiser un vote des citoyens sur l'indépendance, sans l'accord des autorités espagnoles, et dont le résultat serait contraignant. Le RUI était notamment revendiqué par la CUP. En juillet 2016, les deux formations indépendantistes se sont de nouveau entendues sur un programme commun révisé, qui ouvre une voie unilatérale et démocratique vers l'indépendance, à l'occasion de l'adoption des conclusions de la commission d'étude du processus constituant.
Après un nouveau vote de confiance remporté par le gouvernement en septembre 2016, le président Carles Puigdemont a annoncé la tenue d'un référendum sur l'indépendance, qui serait négocié avec le gouvernement espagnol, et, en l'absence de compromis, organisé sans son accord,.

### Résolutions parlementaires d'octobre 2016
En octobre 2016, lors du débat de politique générale, le Parlement de Catalogne a adopté deux résolutions sur le référendum sur l'indépendance. La première résolution, votée par Junts pel Sí et la CUP, avec l'abstention de la gauche radicale de Catalunya Sí que es Pot (CSQP), prévoit la tenue d'un référendum contraignant, sans l'accord de l'État espagnol, au plus tard en septembre 2017. Il correspond à l'hypothèse du référendum unilatéral. La seconde, adoptée à l'initiative de CSQP avec l'approbation de Junts pel Sí et l'abstention de la CUP, évoque un référendum entouré de toutes les garanties juridiques et reconnu par la communauté internationale. Il correspond à l'hypothèse du référendum « pacté » avec l'État espagnol.
En préservant ces deux hypothèses, le gouvernement s'engage à rechercher d'abord un accord avec l'État espagnol, et à organiser le référendum quelle que soit l'issue des discussions. Ainsi, il s'assure un soutien partiel de la gauche radicale désignée en Catalogne sous le nom de Comuns, qui est représentée au Parlement par CSQP. Celle-ci lui est essentielle pour renforcer le camp pro-référendum dans le rapport de forces avec l'Etat espagnol, et refuse de prendre position sur l'hypothèse d'un référendum unilatéral.
La résolution sur le référendum unilatéral est contestée par le gouvernement espagnol et annulée par le Tribunal constitutionnel en février 2017. La résolution proposée par CSQP sur le référendum « pacté », reste en vigueur,.

## Création

### Convocation
La résolution parlementaire sur le référendum unilatéral d'octobre 2016 prévoit la réunion d'un sommet politique et social pour associer à l'organisation du référendum toutes les forces favorables à l'autodétermination, avec la participation de la société civile. Avant d'entamer cette étape de préparation du référendum, le gouvernement exige d'abord de la CUP qu'elle s'engage à voter en faveur de l'adoption du budget pour 2017. Cet accord est obtenu en décembre 2016, et le président, Carles Puigdemont, accepte de réunir le sommet sur le référendum avant la fin de l'année. La réunion est convoquée en décembre 2016. Les partis politiques, les organisations de la société civile et les représentants du monde économique, qui avaient participé au Pacte national pour le droit de décider de 2013 à 2015, y sont conviés pour débattre des conditions d'organisation du référendum sur l'indépendance.
L'annonce intervient dans un contexte d'accroissement de la tension politique entre le gouvernement catalan et l'État espagnol. Le gouvernement espagnol de Mariano Rajoy, renouvelé après une année de blocage politique, a annoncé une politique de dialogue pour enrayer l'indépendantisme. Il s'agit notamment de renforcer la présence du gouvernement central en Catalogne et d'y chercher des alliés. La vice-présidente du gouvernement, Soraya Sáenz de Santamaría, se rend à Barcelone où elle rencontre les dirigeants de l'opposition. Face à cette stratégie surnommée « opération dialogue », le gouvernement catalan cherche à démontrer l'existence d'un consensus politique et social pour la tenue du référendum sur l'indépendance.

### Réunion constitutive
La réunion constitutive du Pacte national pour le référendum a lieu le 23 décembre 2016 au Parlement. 83 personnes y participent, parmi lesquelles, :
- le président de la Généralité Carles Puigdemont, le vice-président du gouvernement Oriol Junqueras, et plusieurs autres membres du gouvernement ;
- la présidente du Parlement Carme Forcadell, le premier vice-président Lluís Corominas, et les anciens présidents du Parlement ;
- les présidents des quatre députations provinciales : Mercè Conesa (ca), Pere Vilà (ca), Josep Poblet (ca) et Joan Reñé (ca) ;
- la maire de Barcelone Ada Colau, et son premier adjoint Gerardo Pisarello Prados ;
- parmi les partis politiques, des représentants du PDECAT, d'ERC, de la CUP, de CSQP, du MES et d'Avancem ;
- des parlementaires au Congrès des députés et au Sénat espagnols, et des députés européens ;
- des représentants des organisations nationalistes : Jordi Sànchez (ANC), Jordi Cuixart (Òmnium), Neus Lloveras (AMI) ;
- des représentants syndicaux et patronaux : les syndicats UGT et CCOO, et les organisations patronales Cecot et PIMEC (ca) ;
- des représentants de diverses entités municipales, sociales, éducatives et culturelles.

Le président Carles Puigdemont (PDECAT) défend le référendum accordé avec l'État espagnol, sans mentionner la possibilité d'un référendum unilatéral. La stratégie du gouvernement consiste à soutenir la position défendue par les Comuns, c'est-à-dire les partis de gauche qui sont favorables au référendum sans se déclarer pour l'indépendance. Les indépendantistes espèrent qu'après le refus prévisible du gouvernement espagnol, ceux-ci accepteront de soutenir un référendum unilatéral. Cette deuxième option est présentée par le vice-président du gouvernement, Oriol Junqueras (ERC), qui défend le programme du gouvernement résumé par la formule « soit un référendum, soit un référendum ». Il rappelle que le gouvernement ne renonce pas à la voie unilatérale si un accord avec l'État espagnol était impossible. La CUP, représentée par Quim Arrufat (ca), Mireia Boya et Anna Gabriel, défend la rupture unilatérale avec l'Espagne. Enfin, la maire de Barcelone, Ada Colau, exprime son soutien à l'initiative du pacte pour le référendum, et maintient l'ambiguité de sa formation politique en ne révélant pas sa position en cas de référendum unilatéral, car les Comuns sont divisés sur cette question.
Le sommet politique et social permet au gouvernement de faire un pas de plus dans le processus indépendantiste en accumulant des soutiens. La présence d'Ada Colau, qui est la principale leader des Comuns, est un succès dans sa stratégie de constituer une majorité la plus large possible.
Le Pacte pour le référendum s'accorde pour mener une campagne de soutien au référendum négocié avec l'État espagnol. Il décide de désigner une commission exécutive pluraliste chargée de diriger son action, dont l'ancien député socialiste Joan Ignasi Elena (ca) est nommé porte-parole. La commission exécutive est composée de huit coordinateurs proposés par le gouvernement : outre Joan Ignasi Elena, elle comprend Maite Arqué (ca), Jaume Bosch (ca), Francesc de Dalmases, Carme Laura Gil (ca), Itziar González (ca), Francesc Pané (ca) et Carme Porta (ca). Elle est chargée de rédiger un manifeste en faveur du référendum, et de conduire une campagne de recueil de soutiens au référendum en Catalogne, en Espagne et dans le monde.

## Campagne de soutien au référendum accordé

### Adoption du Manifeste
La commission exécutive du Pacte national pour le référendum rédige un manifeste en faveur d'un référendum sur l'indépendance négocié avec le gouvernement espagnol. Le projet est présenté le 23 janvier 2017. Il appelle les gouvernements espagnol et catalan à surmonter « les difficultés politiques et les a priori » pour parvenir à un accord sur un référendum « politiquement contraignant et effectif ». Il affirme que la Catalogne est une nation, que la majorité de ses citoyens réclament l'exercice du droit à l'autodétermination, et que la législation espagnole permet l'organisation d'un vote d'autodétermination, de sorte que son refus est une décision politique et non un constat juridique.
La deuxième réunion du Pacte national pour le référendum a lieu le 1er février 2017 au Parlement. Environ 80 représentants sont présents, dans une configuration similaire à la première réunion. Ils adoptent le Manifeste rédigé par la commission exécutive, et s'accordent pour lancer la campagne de recueil de soutiens. Le coordinateur du Pacte national pour le référendum, Joan Ignasi Elena (ca), présente le plan d'action pour promouvoir un référendum effectif, contraignant et reconnu : la commission exécutive va se réunir avec tous les partis politiques espagnols pour défendre le référendum sur l'indépendance, se doter un office technique pour organiser les actions, organiser des actes publics de soutien au référendum, solliciter des réunions avec les gouvernements catalan et espagnol dans le but de « provoquer le dialogue » entre eux, et transmettre le Manifeste aux municipalités catalanes pour ratification.
La réunion a lieu alors que la majorité indépendantiste est en débat sur la date du référendum, qui pourrait être organisé avant ou après l'été 2017. Le Pacte ne prend pas position sur cette question.

### Campagne d'adhésion
Le Pacte national pour le référendum organise une campagne d'adhésion qui débute le 23 février,.
Elle connaît plusieurs succès rapides.
- La stratégie des indépendantistes de favoriser un large accord politique, au-delà des forces politiques indépendantistes, a réussi. Le Manifeste est signé par les principaux représentants des Comuns, la maire de Barcelone Ada Colau, son premier adjoint Gerardo Pisarello Prados, l'ancien leader l'Iniciativa per Catalunya Verds (ICV), Joan Herrera, et par les principaux dirigeants de la gauche radicale espagnole, les leaders de Podemos, Pablo Iglesias, et d'Izquierda Unida, Alberto Garzón[30].
- Le Pacte national pour le référendum bénéficie d'un large soutien du monde local catalan. Les quatre députations provinciales en sont membres[31]. L'Associació Catalana de Municipis (ACM) et l'Associació de Municipis per la Independència (AMI) rédigent un projet de motion qu'elles transmettent à l'ensemble des conseils municipaux[32]. Au moins 330 des 948 municipalités catalanes approuvent ce texte de soutien au Pacte national pour le référendum[33]. Les choix politiques municipaux sont parfois différents des positions nationales. Ainsi, la CUP s'abstient lors des votes au conseil municipal de Barcelone et à la députation de Barcelone. À l'inverse, certains groupes municipaux du PSC votent en faveur du PNR, alors que le parti y est opposé[30].
- Le Pacte national pour le référendum bénéficie de soutiens très divers, qui illustrent le caractère transversal de la revendication souverainiste dans la société catalane : parmi les signataires du Manifeste figurent par exemple un collectif de 600 juristes[34], le FC Barcelone[35], les évêques catalans[36] et cinq universités publiques[37].
- La campagne du Pacte national pour le référendum recherche des soutiens internationaux. Le Manifeste est signé par quelques personnalités politiques étrangères, notamment les vice-présidents du Parlement européen Dimitrios Papadimoulis et Ulrike Lunacek, les députées européennes Ska Keller et Marisa Matias, le président de l'Assemblée de Corse, Jean-Guy Talamoni, et l'ancien président de la Polynésie française, Oscar Temaru[38].

La campagne d'adhésions s'achève le 19 mai 2017 par une présentation collective au Palau de Congressos de Catalunya (ca) à Barcelone. Cet acte festif et revendicatif est une démonstration de force, qui exprime l'aspiration souverainiste transversale de la société catalane, au moyen de pancartes, de discours et de chansons. En cinq mois de campagne, le Pacte national pour le référendum a recueilli le soutien de 500 000 personnes et de 4000 organisations. Il réclame à l'Etat espagnol l'ouverture de négociations sur la tenue du référendum sur l'indépendance,.
Les membres de la commission exécutive considèrent avoir atteint leurs objectifs sur trois plans :
- en Catalogne, rendre visible la majorité de 80 % des citoyens favorables à la tenue d'un référendum ;
- en Espagne, dénoncer le refus du gouvernement espagnol d'ouvrir des négociations sur l'organisation du référendum ;
- au niveau international, recueillir des soutiens et communiquer sur les revendications catalanes.

## Maintien dans la phase unilatérale
Dans les jours qui suivent la fin de l'action du Pacte national pour le référendum, le gouvernement catalan demande à nouveau l'ouverture de négociations lors d'une conférence sur le référendum donnée à Madrid. Le gouvernement espagnol réitère immédiatement son refus. Le président Carles Puigdemont convoque alors une réunion des partis favorables au référendum pour discuter de la poursuite du processus d'autodétermination. Les partis indépendantistes y participent ; parmi les Comuns, le nouveau parti Catalunya en Comú refuse d'y assister, tandis que Podem est représenté. Catalunya en Comú réclame la convocation du Pacte national pour le référendum ; divisé en interne, il souhaite éviter de devoir se prononcer sur la possibilité d'un référendum unilatéral. Les partis présents à la réunion s'accordent pour maintenir l'existence du Pacte national pour le référendum après l'engagement de la phase unilatérale du processus d'autodétermination, pour préserver l'unité des partisans du référendum.
Le Pacte national pour le référendum se réunit le 7 juin 2017. Ses membres actent la dissolution de la commission exécutive qui a organisé la campagne de soutien au référendum. Ils décident de maintenir le Pacte comme plateforme de débat, et de laisser au gouvernement la conduite du processus indépendantiste. Ils ne prennent pas position sur le référendum unilatéral et affirment la neutralité du Pacte vis-à-vis des décisions du gouvernement.